# أساليب التنبؤ بمدة الجراحة
تُستخدم توقعات مدة العمليات الجراحية لجدولة الجراحات المخططة/الاختيارية بهدف تحقيق الاستفادة القصوى من استخدام قاعات العمليات وفقًا للقيود السياسية. مثال على استخدام قيد معين هو تحديد حد مسبق لنسبة الجراحات المؤجلة (نتيجة لعدم توفر غرف العمليات أو غرف الإنعاش). إن الارتباط الوثيق بين توقعات مدة العمليات الجراحية وجدولة الجراحات هو بسبب أن البحث العلمي غالبًا ما يتناول كل من أساليب الجدولة وطرق التنبؤ بمدة العمليات الجراحية والعكس صحيح ومن المعروف أن فترات العمليات الجراحية بها تباين كبير لذا، تحاول الطرق  التنبؤية لمدة العمليات الجراحية تقليل هذا التباين من ناحية (عن طريق التصنيف والمتغيرات المشتركة كما سيُوضح لاحقًا)، ومن ناحية أخرى تستخدم أفضل الطرق المتاحة لاستنتاج توقعات دقيقة لمدة الجراحة وكلما كانت التوقعات أكثر دقة، كلما كانت جدولة العمليات الجراحية أفضل (من حيث تحسين استخدام غرفة العمليات المطلوبة).
من شأن الطريقة التنبؤية لمدة الجراحة أن توفر توزيعًا إحصائيًا مثاليًا للتوقع بمدة الجراحة (تحديد التوزيع وتقدير مقاييسه). بمجرد تحديد مدة الجراحة بشكل كامل يمكن استخلاص أنواع مختلفة من المعلومات المرغوب منها على سبيل المثال، المدة الأكثر احتمالية (الوضع) أو احتمال ألا تتجاوز مدة الجراحة القيمة المحددة وفي أسوأ الظروف تتنبأ الطريقة التنبؤية لمدة الجراحة على الأقل ببعض الخصائص الأساسية لتوزيع مدة الجراحة مثل معلمات الموقع والمقياس (المتوسط، الوسيط، الوضع، الانحراف المعياري أو معامل الاختلاف).
قد تكون أيضًا بعض النسب المئوية المرغوبة لتوزيع مدة الجراحة هدفًا للتقدير والتنبؤ مثل تقديرات الخبراء و الرسوم البيانية التجريبية لتوزيع مدة الجراحة (وذلك بناءً إلى سجلات الحاسوب التاريخية) وتقنيات استخراج البيانات و تقنيات اكتشاف المعرفة غالبًا ما تحل محل الهدف المثالي المتمثل في التحديد الكامل للتوزيع النظري لمدة الجراحة.
يعتبر تقليل تباين مدة الجراحة قبل التنبؤ (كما أشير إليه سابقًا) جزءًا أساسيًا من طرق التنبؤ بمدة الجراحة ومعنى ذلك مدة الجراحة بالإضافة إلى التغيرات العشوائية التي قد تحصل وأيضًا العنصر المنهجي وهو أن توزيع مدة الجراحة قد يتأثر بعوامل مختلفة ذات صلة ببعضها (مثل التخصص الطبي، حالة المريض أو العمر، الخبرة المهنية وحجم الفريق الطبي، عدد العمليات التي يجب على الجراح أن يؤديها في فترة زمنية محددة، نوع التخدير المُعطى). و يتطلب حساب هذه العوامل (عبر تصنيفها أو المتغيرات المشتركة) تقليل تباين مدة الجراحة وزيادة دقة طريقة التنبؤ بمدة الجراحة لذا، قد يساهم دمج تقديرات الخبراء (مثل تقديرات الجراحين) في النموذج التنبؤي لمدة الجراحة في تقليل الشعور بعدم اليقين من تنبؤ مدة الجراحة بناءً على البيانات و في كثير من الأحيان، يتم تحديد المتغيرات المشتركة ذات الأهمية الإحصائية (والتي يشار إليها أيضًا بالعوامل أو المتنبئات أو المتغيرات التوضيحية) لأول مرة (على سبيل المثال، من خلال تقنيات بسيطة مثل الانحدار الخطي واكتشاف المعرفة)، وبعدها يتم استخدام تقنيات البيانات الضخمة المتقدمة مثل الذكاء الاصطناعي والتعلم الآلي للتوصل إلى التنبؤ النهائي لمدة الجراحة.
مراجعات الأدب للدراسات التي تتناول جدولة العمليات الجراحية في أغلب الأحيان، تتناول أيضًا الطرق التنبؤية المتعلقة بمدة الجراحة. فيما يلي بعض الأمثلة (ابتداءً من الأحدث).
بقية هذا النص يستعرض وجهات نظر مختلفة تتعلق بعملية إنتاج تنبؤات مدة الجراحة مثل التوزيعات الإحصائية لمدة الجراحة وطرق لتقليل تباين مدة الجراحة (التصنيف والمتغيرات المشتركة)، والنماذج والأساليب التنبؤية، والجراحة كآلية عمل ويتناول الجزء الأخير وصف الجراحة كآلية عمل (متكررة أو شبه متكررة أو عديمة الذاكرة) وتأثيرها على الشكل التوزيعي لمدة الجراحة.

## التوزيعات الإحصائية لمدة الجراحة

### النماذج النظرية
أحد أبسط أساليب التنبؤ بمدة الجراحة يتضمن تحديد مجموعة من التوزيعات الإحصائية الموجودة، وبناءً على البيانات المتاحة ومعايير انتقاء التوزيع يتم اختيار التوزيع الأكثر ملاءمة. هناك أيضا عدد كبير من الدراسات المقارنة التي تحاول اختيار النماذج الأكثر ملائمة لتوزيع مدة الجراحة. التوزيعات الأكثر شيوعًا التي يتم التعامل معها هو التوزيع العادي، والتوزيع اللوغاريتمي الطبيعي ذو الثلاث معاملات، وتوزيع غاما (بما في ذلك التوزيع الأسي) ووايبول. التوزيعات التجريبية الأقل شيوعًا هي النموذج اللوجستي، ونموذج بور، وتوزيع غاما المعمم ونموذج الخطر الجزئي الثابت. تم أيضًا الإبلاغ عن محاولات لتقديم توزيع مدة الجراحة كتوزيع مختلط (مثل طبيعي-طبيعي، و التوزيع اللوغاريتمي الطبيعي، و التوزيع اللوغاريتمي المختلط، ومزيج ويبول-غاما). في بعض الأحيان، يتم تطوير أساليب تنبؤية صالحة لتوزيع مدة الجراحة العامة أو يتم استخدام تقنيات أكثر تقدمًا مثل تقدير كثافة النواة بدلاً من الأساليب التقليدية (مثل تركيب التوزيع أو أساليب تحليل الانحدار). هناك إجماع كبير على أن التوزيع اللوغاريتمي ذو الثلاث معاملات يصف بشكل أفضل معظم توزيعات مدة الجراحة وقد تم تطوير عائلة جديدة من توزيعات مدة الجراحة والتي تشمل التوزيع العادي واللوغاريتمي والأُسي كحالات خاصة دقيقة. وفيما يلي بعض الأمثلة (ابتداءً من الاحدث). 

### استخدام السجلات التاريخية لتحديد التوزيع التجريبي
كبديل لتحديد التوزيع النظري كنموذج لمدة الجراحة يمكن للمرء استخدام السجلات لإنشاء رسم بياني للبيانات المتاحة واستخدام دالة التوزيع التجريبي (المؤامرة التراكمية) لتقدير النسب المئوية المطلوبة المختلفة (مثل الوسيط أو الربع الثالث) ويمكن أيضًا استخدام السجلات التاريخية وتقديرات الخبراء لتحديد معلمات الموقع والمقياس دون تحديد نموذج لتوزيع مدة الجراحة.

### أساليب إستخراج البيانات
قد اكتسبت هذه الأساليب مؤخرًا على قوة جذب كبديل لتحديد نموذج نظري مسبقًا لوصف توزيع مدة الجراحة لجميع أنواع العمليات الجراحية. وفيما يلي بعض الأمثلة المفصلة ("النماذج والأساليب التنبؤية").

## تقليل تباين مدة الجراحة (التصنيف والمتغيرات المشتركة)
لتعزيز دقة تنبؤ مدة الجراحة، يتم اتباع نهجين رئيسيين لتقليل تباين بيانات مدة الجراحة: التصنيف والمتغيرات المشتركة (التي تُدمج في النموذج التنبؤي). وغالبًا ما يشار إلى المتغيرات المشتركة في الأدبيات أيضًا بالعوامل أو التأثيرات أو المتغيرات التوضيحية أو المتنبئات.

### التقسيم الطبقي
ويعني المصطلح أن البيانات المتاحة مقسمة (طبقية) إلى مجموعات فرعية وفقًا لمعيار يظهر أنه يؤثر إحصائيًا على توزيع مدة الجراحة ويهدف الأسلوب التنبؤي بعد ذلك إلى تنبؤ مدة الجراحة لمجموعات فرعية محددة بحيث يتم تقليل تباين مدة الجراحة بصورة ملحوظة. من أمثلة معايير التقسيم الطبقي هو التخصص الطبي و أنظمة رمز الإجراءات و حالة خطورة المريض والمستشفى/الجراح/التكنولوجيا (و النماذج الناتجة تسمى نماذج خاصة بالمستشفى أو الجراح أو التكنولوجيا). ومن الأمثلة على التنفيذ، المصطلحات الإجرائية الحالية ورموز التشخيص وإجراءات ICD-9-CM (التصنيف الدولي للأمراض، و المراجعة التاسعة، والتعديل السريري).

### المتغيرات المشتركة (العوامل، التأثيرات، المتغيرات التوضيحية، المتنبئات)
يتضمن هذا النهج تقليل التباين للمتغيرات المشتركة في نموذج التنبؤ و يمكن بعد ذلك تطبيق نفس الطريقة التنبؤية بشكل أكثر عمومية، مع افتراض أن للمتغيرات المشتركة قيمًا مختلفة ومستويات مختلفة من العوامل التي تظهر أنها تؤثر على توزيع مدة الجراحة (عادةً عن طريق التأثير على معامل الموقع وهو مثل الوسط وفي حالات نادرة أيضًا معامل المقياس وهو مثل التباين). الطريقة الأساسية لدمج المتغيرات المشتركة في الطريقة التنبؤية هي افتراض أن توزيع مدة الجراحة يتم بشكل طبيعي وبالتالي تمثل البيانات المسجلة (أخذ بيانات سجل مدة الجراحة) عينة موزعة بشكل طبيعي مما يسمح باستخدام الانحدار الخطي المتعدد للكشف عن العوامل ذات الأهمية الإحصائية. كما يتم استخدام طرق الانحدار الأخرى التي لا تتطلب طبيعية البيانات أو تكون قوية لانتهاكها (مثل النموذج الخطي المعمم والانحدار غير الخطي) وطرق الذكاء الاصطناعي (المراجع مرتبة ترتيبًا زمنيًا من الأحدث إلى الأقدم).

## النماذج والأساليب التنبؤية
فيما يلي قائمة تمثيلية (غير شاملة) للنماذج والأساليب المستخدمة لإنتاج تنبؤات بمدة الجراحة (بدون ترتيب معين). يمكن العثور على هذه العناصر أو خليط منها في عينة المراجع التمثيلية أدناه:
الانحدار الخطي، خطوط الانحدار التكيفي متعدد المتغيرات، الغابات العشوائية، التعلم الآلي: استخراج البيانات (المجموعات الأولية والشبكات العصبية): اكتشاف المعرفة في قواعد البيانات، نموذج مستودع البيانات (يستخدم لإستخراج البيانات من قواعد بيانات مختلفة محتمل انها غير متفاعلة): تقدير كثافة النواة، الثني: محاكاة مونتي كارلو.

## الجراحة كعملية عمل (متكررة، شبه متكررة، بلا ذاكرة)
الجراحة هي عملية عمل وبالمثل فهي تتطلب مدخلات لتحقيق النتيجة المرجوة وهي تعافي المريض بعد الجراحة. و من أمثلة مدخلات عملية العمل: هندسة الإنتاج وتتضمن العناصر الخمسة التالية "المال والقوى العاملة والمواد والآلات والأساليب" (حيث تشير "القوى العاملة" إلى العنصر البشري عمومًا). مثل جميع عمليات العمل في الصناعة والخدمات، تتمتع العمليات الجراحية أيضًا بمحتوى عمل مميز و معين والذي قد يكون غير مستقر بدرجات مختلفة (السكان الإحصائيين المحددين الذين تهدف إليهم طريقة التنبؤ) وهذا يولد مصدرًا لتباين مدة الجراحة و الذي يؤثر على الشكل التوزيعي لمدة الجراحة (من التوزيع الطبيعي للعمليات المتكررة البحتة إلى التوزيع الأسي للعمليات التي لا تحتوي على ذاكرة بحتة). تجاهل هذا المصدر قد يخلط بين تباينه وبين تباين المتغيرات المشتركة (كما تم شرحها سابقًا). لذا، بما أن جميع عمليات العمل يمكن تقسيمها إلى ثلاثة أنواع (متكررة وشبه متكررة وبلا ذاكرة)، فيمكن تقسيم العمليات الجراحية بنفس الطريقة. تم مؤخرًا تطوير نموذج عشوائي يأخذ في الاعتبار عدم استقرار محتوى العمل والذي يوفر مجموعة من التوزيعات بما في ذلك، الحالات الخاصة الدقيقة العادية/اللوغاريتمية الطبيعية والأسية، تم تطبيق هذا النموذج لبناء نظام تحكم إحصائي في العملية الإحصائية لمدة الجراحة.